# SpongeBob Squarepants: Creatuur van de Krokante Krab
SpongeBob SquarePants: Creatuur van de Krokante Krab (ook; SpongeBob: Creatuur van de Krokante Krab) is een platformspel uit 2006 die is uitgebracht voor de PlayStation 2, Nintendo GameCube,  Nintendo DS, Wii, Microsoft Windows en voor de Game Boy Advance. Het spel is gepubliceerd door THQ. De console-versies werden ontwikkeld door Blitz Games, de handheld- en Windowsversies door WayForward Technologies en AWE Games.
Het spel is gebaseerd op de tekenfilmserie SpongeBob SquarePants. De versie voor de Wii verscheen samen met de eerste Wii-spelcomputer in Noord-Amerika. De game was tevens de eerste in de Spongebob SquarePants-franchise die was uitgebracht in Japan onder de titel SpongeBob スポンジ・ボブ, Suponjibobu. De Windowsversie heet SpongeBob SquarePants: Nighty Nightmare.

## Gameplay

### De console versies
De game gebruikt verschillende gameplaymechanieken zoals 3D platforming, racing, minigames, vliegscenes, etc. De Wii-versie maakt vooral veel gebruik van de bewegingsbesturings van de Wii Remote.

### Game Boy Advance
De Game Boy Advance-versie speelt heel anders weg dan de consoleversies. Het spel bestaat uit 2D platforming met af en toe een vliegscene.

### DS
De DS-versie is ook een 2D platformer maar maakt veel gebruik van het tweede scherm (het scherm met aanraakscherm). Het spel wordt bestuurd door het aanraakscherm.

### PC
De pc-versie van het spel is een point-and-click-spel.

## Ontvangst
Het spel werd overwegend positief ontvangen in recensies. Men prees de afwisseling in de gameplay, de besturing en het levelontwerp. Kritiek was er op ondermaatse kwaliteit van de graphics (GameCube), en de lange en trage platform- en racelevels. Ook zou de fictieve speelwereld niet lijken op Bikinibroek.
Op de website Metacritic heeft het spel een gemiddelde verzamelde score voor alle platforms van 60,7%.
Het spel werd in 2006 genomineerd voor de Annie Award, een Amerikaanse filmprijs, voor Beste Geanimeerde Computerspel.